# Fürstentum der Glücklichen Inseln
Das Fürstentum der Glücklichen Inseln (lateinisch Principatus Insulae Fortunatae) war ein auf den Kanarischen Inseln vorgesehener Lehensstaat des Heiligen Stuhls. Das Fürstentum wurde 1344 von Papst Clemens VI. durch die Bulle Tue devotionis sinceritas geschaffen.

## Vorgeschichte
Bereits im Altertum wurde von den Glücklichen Inseln berichtet, die vor der afrikanischen Küste lägen. Zum Ende des 13. Jahrhunderts waren die nautischen Instrumente und Informationen so weit entwickelt, dass die Möglichkeit bestand, diese Inseln von Europa aus zu erreichen und auch wieder zurückzukommen.
Von aus Genua stammenden Seefahrern ist bekannt, dass sie mit dem Ziel der fortunatorum insulae die Straße von Gibraltar durchquert haben. Lancelotto Malocello, der die Kanarischen Inseln im ersten Drittel des 14. Jahrhunderts besuchte, richtete sich für einige Jahre auf der östlichsten Insel, Lanzarote, ein, die in der Kartografie der Zeit mit seinem Namen benannt wurde. Während das Handbuch des Genuesen Angelino Dulcert aus dem Jahr 1325 das Vorhandensein der Glücklichen Inseln nicht anzeigt, sind sie auf seiner Karte von 1339 eingezeichnet. Die nordöstlichste Insel ist mit dem Hinweis versehen, dass dies die Insel des Genuesen Lancelotto Malocello sei.
Die zwei Schiffe einer durch König Alfons IV. von Portugal ausgerüsteten Entdeckungsreise verließen am 1. Juli 1341 den Hafen von Lissabon. Sie erreichten innerhalb von fünf Tagen die Kanarischen Inseln. Teile der Mannschaften gingen auf verschiedenen Inseln an Land. Bei ihrer Rückkehr im November 1341 brachten sie u. a. Ziegenfelle und Färbemittel mit. Darüber hinaus kamen aber auch vier junge Männer von der Insel Canaria (Gran Canaria) nach Portugal. Einer der Leiter der Expedition, der Genuese Niccoloso da Recco, schrieb für den König einen ausführlichen Bericht über die Inseln. Ein florentinischer Kaufmann, der sich in Sevilla aufhielt, übermittelte einen genauen Bericht über diese Reise in einem Brief an Giovanni Boccaccio, der daraufhin einen Text veröffentlichte, der sich mit den neu entdeckten Inseln jenseits Spaniens beschäftigte.
Die ersten Reisen mallorquinischer Schiffe zu den Kanarischen Inseln, für die es dokumentarische Belege gibt, fanden 1342 statt. Eine der Entdeckungsreisen, die im Jahr 1342 von Palma de Mallorca in Richtung der „illes de la Fortuna“ gingen, hatte von dem mallorquinischen König Jakob III. den Auftrag bekommen, die Inseln unter die Herrschaft der Könige von Mallorca zu bringen.

## Gründung des Fürstentums
Luis de la Cerda war ein in Frankreich geborener spanischer Adeliger. Er war Urenkel des kastilischen Königs Alfons X. und des französischen Königs Ludwig IX. Er war Botschafter des französischen Königs Philipp VI. beim Heiligen Stuhl in Avignon. Er überzeugte Papst Clemens VI. davon, dass es im Interesse der Christenheit sei, die Glücklichen Inseln, die im Atlantik neu entdeckt worden waren, zu missionieren und mit dieser Aufgabe einen christlichen Fürsten zu beauftragen, der als Lehensmann des Papstes die Regierung ausüben sollte. Er selbst sei bereit, diese Aufgabe zu übernehmen.
Nach der damaligen Rechtsauffassung erstreckte sich die Jurisdiktion des Papstes über alle entfernten Länder, die von Ungläubigen bewohnt wurden. Daraus ergab sich die Macht der Päpste, über die Herrschaft in diesen Gebieten zu verfügen und sie an bestimmte christliche Fürsten zu übertragen mit der Verpflichtung, den Glauben an Christus dort zu verkünden.
Im November 1344 erließ Clemens VI. die Bulle „Tuae devotionis sinceritas“. In einem am 15. November 1344 in Avignon abgehaltenen Konsistorium verlas er die Bulle in Anwesenheit einer großen Zahl von Kardinälen, Bischöfen und der Gesandten fremder Monarchen.
Die christlichen Herrscher Europas wurden über die Gründung des Fürstentums informiert und aufgefordert, den Fürsten bei der Eroberung und Christianisierung zu unterstützen.
Am 28. November 1344 legte Luis de la Cerda seinen Treueid ab und erhielt aus der Hand des Papstes eine Krone und ein Zepter als Symbole seiner Macht und Herrschaft über das neu geschaffene Fürstentum der Glücklichen Inseln.

## Bestimmungen der Bulle „Tuae devotionis sinceritas“
In der Bulle „Tuae devotionis sinceritas“ wurden die Rechte und Pflichten der Fürsten der Glücklichen Inseln und seine Erben und Nachfolger genau festgelegt. Sie entsprachen, abgesehen von der Pflicht zur Bekehrung der Untertanen, den Bestimmungen, die auch für andere päpstliche Lehen galten.
Die geografische Lage des Fürstentums wird in der Bulle nur ungenau bestimmt. Einige Formulierungen stimmen wörtlich mit dem Bericht des Niccoloso da Recco überein, in dem er über die Reise von 1341 berichtete. Es heißt dort: „Es gibt im Ozean zwischen dem Süden und dem Westen einige Inseln, von denen man weiß, dass einige bewohnt und andere unbewohnt sind. Alle zusammen werden allgemein als Afortunadas bezeichnet.“ Danach werden elf Inseln einzeln genannt. Die Römische Kurie hatte ausreichende Informationen über die in den letzten Jahren durchgeführten Reisen der Genuesen und Mallorquiner zu den Kanarischen Inseln. Die zu der Zeit verwendeten Schiffshandbücher und Karten verwendeten bereits neue Bezeichnungen. Die in der Bulle genannten Namen der Inseln stammen dagegen teilweise aus den Berichten des Königs Juba II., wie sie durch Plinius überliefert wurden. Andere Namen dagegen entstammen der Klassischen Mythologie: Canaria, Ningaria, Pluviaria, Capraria, Junonia, Embronea, Atlantida, Hesperidum, Cernent und Gorgonas. Die Insel Galeta sollte im Mittelmeer liegen.

## Reaktionen auf die Bulle „Tuae devotionis sinceritas“
Gegen die Regelungen der Bulle „Tuae devotionis sinceritas“ brachten König Alfons IV. von Portugal in einem Brief vom 15. Februar 1345 und der König von Kastilien, Alfons XI. in einem Brief vom 13. März 1345 Einwände vor. Sie bezweifelten dabei nicht das Recht des Papstes an, Gebiete, in denen Ungläubige leben, an christliche Regenten zu vergeben zu können. Der Protest nahm vielmehr Bezug auf die Klausel in der Bulle, dass die Vergabe des Lehens nur gilt, wenn die Rechte anderer christlicher Fürsten nicht betroffen sind.
Alfons IV. begründete den Anspruch Portugals auf die Inseln damit, dass die ersten Entdecker dieser Inseln Portugiesen gewesen sein. Alfons XI. von Kastilien argumentierte, dass seine Vorfahren große Anstrengungen für die Verbreitung des Glaubens in Afrika gemacht hatten. Daher habe Kastilien einen Anspruch auf die zu bekehrenden Länder in Afrika.
Der Aufruf des Papstes zur Unterstützung des neuen Fürsten fand nur wenige Resonanz. Die Regierung Genuas erteilte eine Exportgenehmigung für Waffen. Der Dauphin von Viennois versprach in einem Vertrag Luis de la Cerda, eine Flotte aus 12 Transportschiffen und sechs Galeeren für die Fahrt zu den Glücklichen Inseln bauen zu lassen. Aufgrund seiner Kreuzzugsprojekte scheint er aber von dem Vertrag zurückgetreten zu sein.
König Peter IV. von Aragonien, der auch König von Mallorca war, zeigte sich geneigt, an dem Unternehmen teilzunehmen und traf sich persönlich mit Luis de la Cerda in Katalonien im Kloster Poblet, um die Grundlagen einer wirksamen Zusammenarbeit zu besprechen. Er versprach Galeeren zur Unterstützung des Unternehmens, die Luis von der Insel Sardinien mit der Ausrüstung abholen könne. Es scheint so, dass im Jahr 1346 eine Expedition von Mallorca zu den Kanarischen Inseln aufbrach. Ob diese aber im Auftrag des Fürsten der Glücklichen Inseln handelte, ist nicht überliefert.
Es gilt als sicher, dass der Fürst der Glücklichen Inseln sein Fürstentum niemals besuchte. Es gibt unter den Historikern drei Ansichten darüber, was ihn daran gehindert hat: Erstens der frühe Tod des Fürsten, zum anderen der Krieg zwischen England und Frankreich, und drittens, dass der kastilische Hof den Papst veranlasste, die Zugeständnisse an Luis de la Cerda zurückzunehmen.

## Ende des Fürstentums
Luis de la Cerda starb entweder am 20. August 1346 in der Schlacht bei Crécy oder im Jahr 1348. Sein Sohn Luis de la Cerda y Pérez de Guzmán (1325–1383) wird zwar in der Literatur gelegentlich als Titularfürst der Glücklichen Inseln bezeichnet, scheint aber den Titel nicht geführt zu haben.
Im Jahr 1351 schuf Papst Clemens VI., der im Jahr 1344 das Fürstentum der Glücklichen Inseln mit einem Missionierungsauftrag an seinen Fürsten geschaffen hatte, das Bistum der Glücklichen Inseln (Fortunatae Insulae), ohne auf das Fürstentum Bezug zu nehmen.
Das Fürstentum erscheint in den Dokumenten der Zeit nicht mehr. In der Folgezeit war die Hoheit über die Inseln zwischen Portugal und Kastilien umstritten. In der Bulle Aeterni regis vom 21. Juni 1483 bestätigt Papst Urban VI. die Hoheitsrechte der Krone von Kastilien über die Inseln ohne Einschränkungen und nicht als päpstliches Lehen. Die Katholischen Könige führten am Ende ihrer Regierungszeit (1504) auch den Titel „Reyes de las Yslas de Canaria“ (Könige der Kanarischen Inseln).